# José Antonio Ocampo
Pour les articles homonymes, voir Ocampo.
José Antonio Ocampo Gaviria, né le 20 décembre 1952 à Cali en Colombie, est un économiste et homme politique colombien.
Il est membre du Parti libéral colombien et ancien membre des gouvernements de César Gaviria et d'Ernesto Samper, en tant que ministre de l’Agriculture, ministre des Finances et directeur de la Planification nationale, tandis qu’au niveau international, il a été directeur exécutif de la CEPAL et secrétaire général adjoint de l’Organisation des Nations unies. Considéré comme un des économistes les plus importants de Colombie, il est également professeur de l’université de Colombie.

## Biographie

### Famille
Jose Antonio Ocampo est le fils de l’ex-ministre et ex-recteur de l’université de Valle Alfonso Ocampo Londoño (es) et de Tulia Gaviria de Ocampo. 

### Études
Après avoir effectué ses études primaires et secondaires à Cali, il entre à l’université Notre-Dame-du-Lac à South Bend aux États-Unis, où il obtient ses titres d’économiste et de sociologue en 1972. En 1976, il obtient un doctorat en économie et science politique à l’université Yale à l’âge de 23 ans.
Il retourne en Colombie pour entrer au Centre d’études de développement économique (CEDE) de l’université des Andes, et comme enseignant de cette université ainsi qu’à l’université nationale de Colombie de Bogota. En 1982, il quitte le CEDE dont il est déjà directeur, pour devenir directeur adjoint puis directeur de la Fundación para la Educación Superior y el Desarrollo (Fondation pour l’Éducation Supérieure et le Développement, Fedesarrollo (es)). En 1988, il reçoit le prix national de Sciences Alejandro Ángel Escobar (es), en tant que membre de l’équipe de chercheurs qui publient la Historia económica de Colombia.

### Carrière internationale
Candidat à la présidence de la Banque mondiale le 14 avril 2012, il se désiste en faveur de son ancienne concurrente Ngozi Okonjo-Iweala.